# Gran Premi Ciutat d'Eibar
El Gran Premi Ciutat d'Eibar és una cursa professional femenina de ciclisme en ruta d'un dia que es disputa anualment als voltants de la ciutat d'Eibar, a Euskadi.
La primera edició es va disputar al 2018 i fou guanyada per la ciclista espanyola Sara Martin.

## Palmarès
| Any  | Vencedor             | Segon                    | Tercer                             |         |
| ---- | -------------------- | ------------------------ | ---------------------------------- | ------- |
| 2018 | Sara Martín Martín   | Cristina Martínez Bonafé | Ainara Elbusto                     |         |
| 2019 | Lorena Llamas García | Paula Patiño             | Lourdes Oyarbide Jiménez           |         |
| 2020 | suspesa              | suspesa                  | suspesa                            | suspesa |
| 2021 | Anna van der Breggen | Annemiek van Vleuten     | Elisa Longo Borghini               |         |
| 2022 | Olivia Baril         | Ane Santesteban González | Margarita Victoria García Cañellas |         |
| 2023 | Olivia Baril         | Sheyla Gutiérrez Ruiz    | Iúlia Biriukova                    |         |
| 2024 | Yurani Blanco Calbet | Usoa Ostolaza            | Henrietta Christie                 |         |
| 2025 |                      |                          |                                    |         |